# Пидаль-и-Чико де Гусман, Мария
Мари́я Пида́ль-и-Чи́ко де Гусма́н (исп. María Pidal y Chico de Guzmán) или Мария Чуда Иисуса (Maria de Jesus de las Maravillas; 4 ноября 1891[…], Мадрид — 11 декабря 1974[…], Хетафе, Мадрид) — святая Римско-католической церкви, монахиня ордена босых кармелиток, мистик, основательница монастырей в Испании.

## Биография
Родилась в Мадриде 4 ноября 1891 года в семье аристократов маркиза Луиса Пидал-и-Мон и Кристины Чико де Гусман-и-Мусос. Уже в 5 лет Мария, почувствовав призвание к монашеству, принесла обет целомудрия. Под благословению духовника 12 октября 1919 года вступила в орден босых кармелиток и поступила в монастырь Эль-Эскориал в Мадриде, где 7 мая 1921 года принесла монашеские обеты и приняла новое имя Марии Чуда Иисуса.
В 1923 году основала монастырь босых кармелиток в Серро-де-лос-Анджелес, на месте, где в 1919 году король Альфонс XIII торжественно открыл памятник Сердцу Спасителя и объявил о посвящении Испании Святейшему Сердцу Иисуса. Поставленная епископом Мадрида в настоятельницы новой общины, 31 октября 1926 года она присутствовала на освящении монастыря. В обители строго следовали Уставу, в частности соблюдали строгий затвор и непрестанную молитву. В 1933 году восемь сестёр обители основали монастырь Коттаям в Индии, куда хотела отправляться и Мария, но руководство ордена не позволило.
Во время Гражданской войны в Испании, 22 июля 1936 года Мария вместе с сёстрами была вынуждена покинуть монастырь. В конце концов, они нашли убежище в монастыре кармелиток в Лас-Батуэкас.
В мае 1939 года ею был снова открыт монастырь в Серро-де-лос-Анджелес, а затем с 1944 по 1966 годы основаны обители в Мансера, Дуруэло, Авиле, Карбера, Аренас-де-Сан-Педро, Кордове, Араваке, Альдехуэле, Малаге и ещё один в Авиле. Кроме того, она помогла в строительстве церкви кармелитов в Толедо, и в 1954 году отправила трёх сестер в Куэнку, в Эквадор, в помощь местному монастырю босых кармелиток.
С 1961 года она подвизалась в монастыре в Альдехуэле. 14 декабря 1972 года Святой Престол утвердил Ассоциацию Святой Терезы, в чьи президенты она была избрана. В 1967 году в Венторро ею была основана коллегия для мальчиков из бедных семей, а в 1969 году она подарила 16 блочных домов семьям бедняков. Между 1972 и 1974 Мария оплатила строительство района Пералес-Рио с 200 квартирами, церковью и общественными постройками, активно сотрудничая с местным приходом. Ей было доверено дело возведение клиники для монахинь, в том числе и затворниц.
В 1967 году серьёзно заболела, но не ослабила аскезы. Скончалась в монастыре Альдехуэле 11 декабря 1974 года.

## Прославление
В июне 1980 года мощи подвижницы были помещены в часовне монастыря в Альдхуэле. Римский папа Иоанн Павел II 10 мая (или 11 мая) 1998 года в Риме в соборе Святого Петра причислил её к лику блаженных, а 4 мая 2003 года тот же Папа канонизировал её в Мадриде.
Литургическая память ей отмечается 11 декабря.